# Gherardo Bevilacqua Aldobrandini
Gherardo Bevilacqua Aldobrandini (1791 - 1845) fou un pintor, director d'escena i llibretista italià.
Era un membre destacat de l'aristocràcia de Bolonya i va ser un ferm mecenes del Liceo Musicale d'aquesta ciutat. Va acollir Rossini mentre aquest treballava en la composició de Ciro in Babilonia, ajudant-lo fins i tot a pintar l'escenografia. Posteriorment, va adaptar un llibret de Felice Romani per a Adina i va col·laborar en el de Eduardo e Cristina. A més, va afirmar l'autoria del trio L'usato ardir de Semiramide.